# Turcoaia, Tulcea
Turcoaia (în turcă Turkoya, Türkaua) este satul de reședință al comunei cu același nume din județul Tulcea, Dobrogea, România.
În teritoriul acestei localități a fost înglobat fostul sat Iglița, lângă care se află ruinele cetății Troesmis.